# Leathers (Band)
Leathers ist eine kanadische New-Wave-Band aus Vancouver, British Columbia.

## Geschichte
Mastermind ist die kanadische Lead-Sängerin Shannon Hemmett, die mit ihrem Musikprojekt ihr kreatives Multitalent unter Beweis stellt.
Ihr erster Song Missing Scene mit eigenem Musikvideo erschien 2016. Sie spielt einen Sequential Circuits Prophet-6 Synthesizer, Prophet Pro 2 oder Prophet Rev2.
Zusammen mit Jason Corbett als ihr Produzent ist sie auch Bestandteil der kanadischen Post-Punk-Gruppe Actors mit Keyboard und Backgroundgesang, obwohl es sich anfangs nur um ein paar Auftritte handeln sollte. Jason und Shannon kennen sich seit 2014, als beide in verschiedenen Clubs in Vancouver Platten auflegten.
Die Logos der Band Actors sowie Leathers sind der Grafik-Designerin zu verdanken. Das Multitalent ist nicht nur Fotografin, Filmemacherin und Regisseurin, sie hat auch eine Tattoo-Ausbildung. Ihre Bandkollegen bei Actors, Jason und Adam sind bereits von ihr tätowiert worden.
Für das Frühjahr 2022 ist ein Album angekündigt.
Als Vorbilder nennt sie David Bowie, Depeche Mode, Anton Corbijn, Floria Sigismondi und Robert Mapplethorpe. Shannon Hemmett sang, komponierte und spielte auch für andere Bandprojekte wie Golden Apes, Spectres und Bootblacks.

## Diskografie
- 2016: Missing Scene (digitale Single, Northern Light Records)
- 2017: Day for Night (digitale Single, Northern Light Records)
- 2019: Phantom Heart (digitale Single, Eigenveröffentlichung)
- 2021: Reckless (EP, Artoffact Records)
- 2024: Ultraviolet